# ۹۷ (عدد)
۹۷(نود و هفت) یک عدد طبیعی است که بعد از ۹۶ و قبل از ۹۸ قرار دارد.